# کنت ن. استیونس
کنت ن. استیونس (انگلیسی: Kenneth N. Stevens; ۲۴ مارس ۱۹۲۴ – ۱۹ اوت ۲۰۱۳) پروفسور در مهندسی برق و علوم رایانه و استاد علوم و فناوری بهداشت در آزمایشگاه تحقیقاتی الکترونیک در مؤسسه فناوری ماساچوست بود. استیونس رئیس گروه ارتباط گفتار در آزمایشگاه تحقیقاتی الکترونیک (RLE) و یکی از دانشمندان برجسته جهان در زمینه آواشناسی آکوستیک بود. او عضو پیوسته انجمن مهندسان برق و الکترونیک بود که در سال ۱۹۹۹ مدال ملی علوم را از رئیس جمهور بیل کلینتون دریافت کرد و در سال ۲۰۰۴ جایزه پردازش گفتار و صدا جیمز ال فلانگان از مؤسسه مهندسان برق و الکترونیک را دریافت کرد.
او در سال ۲۰۱۳ بر اثر عوارض بیماری آلزایمر درگذشت.